# الدين في العراق

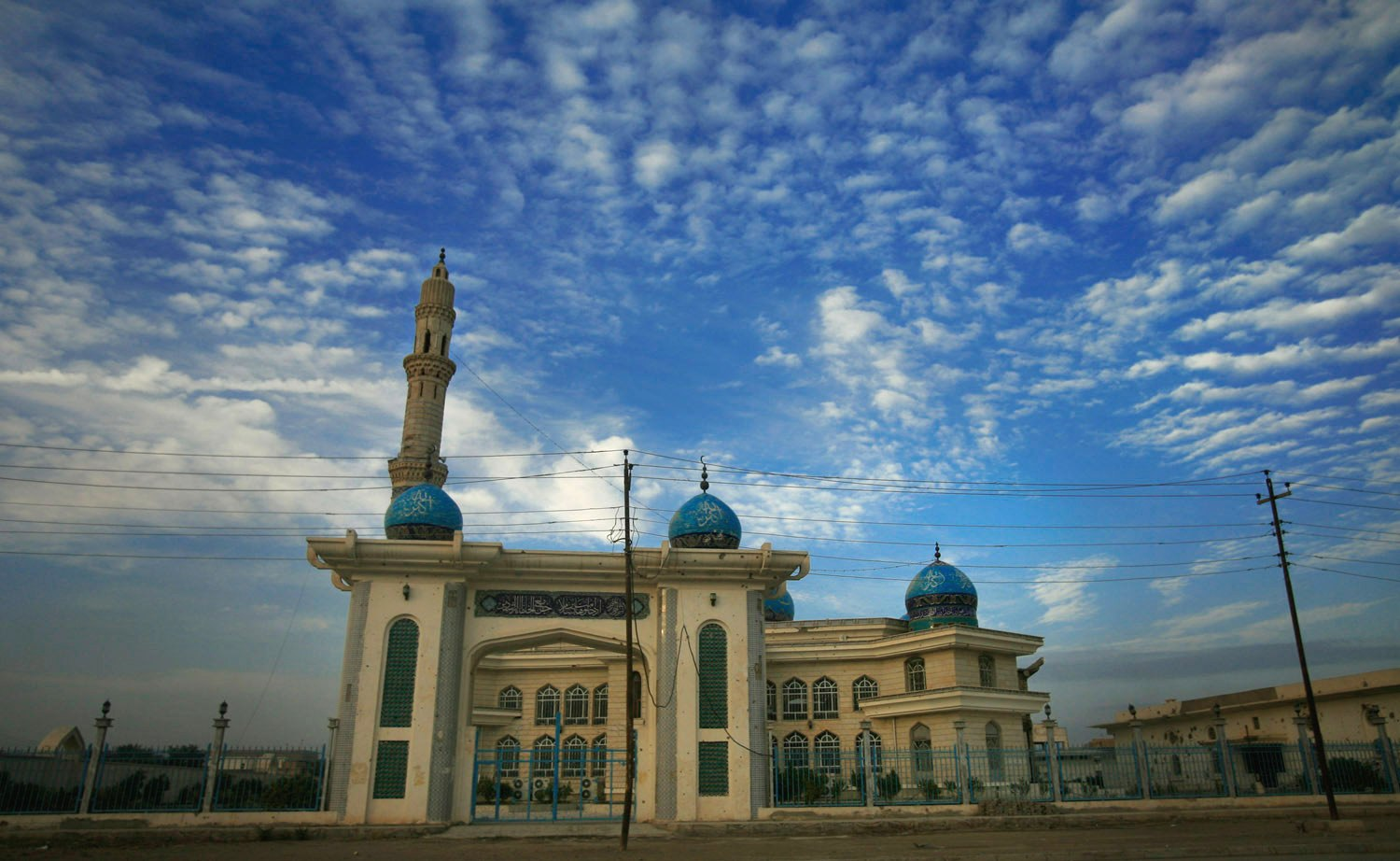
من مساجد مدينة الفلوجة في محافظة الأنبار

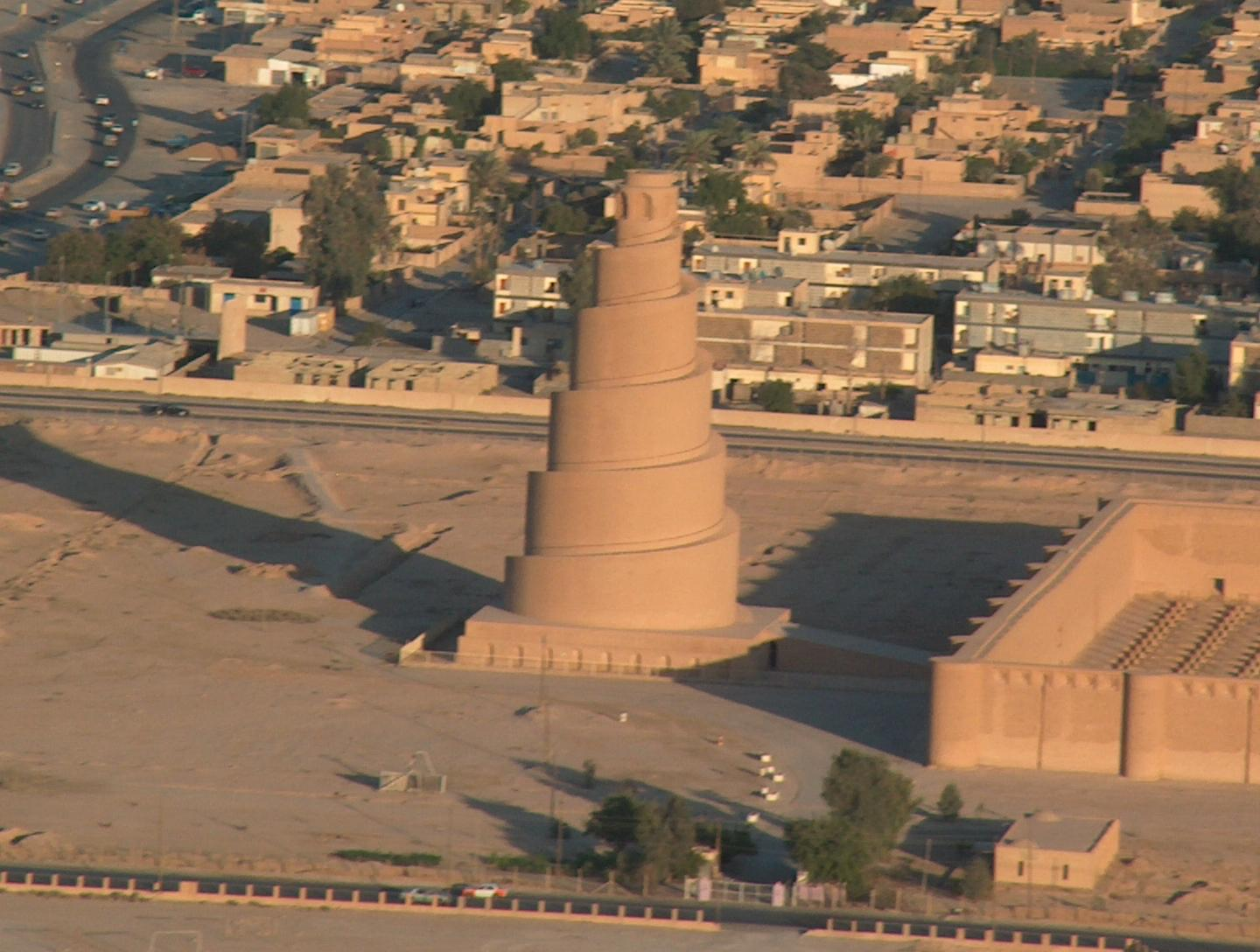
جامع الملوية في سامراء

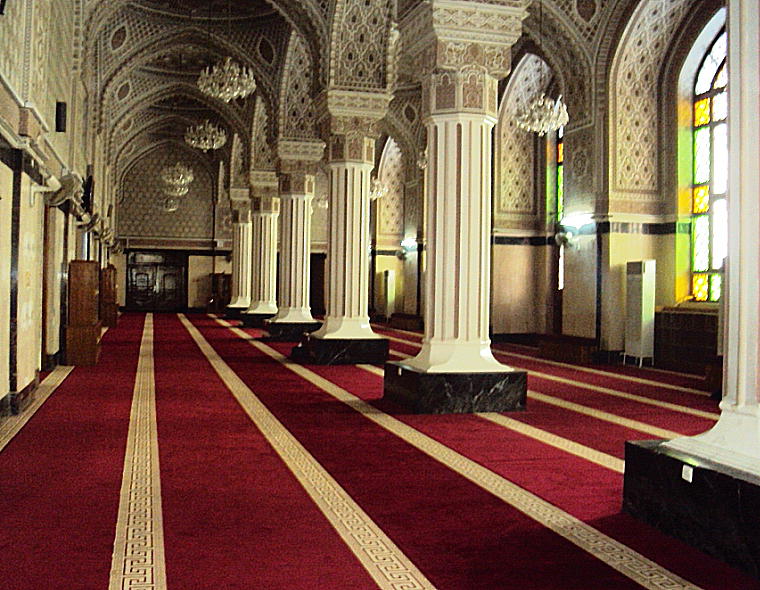
مصلى جامع أبي حنيفة في الأعظمية عام 2014

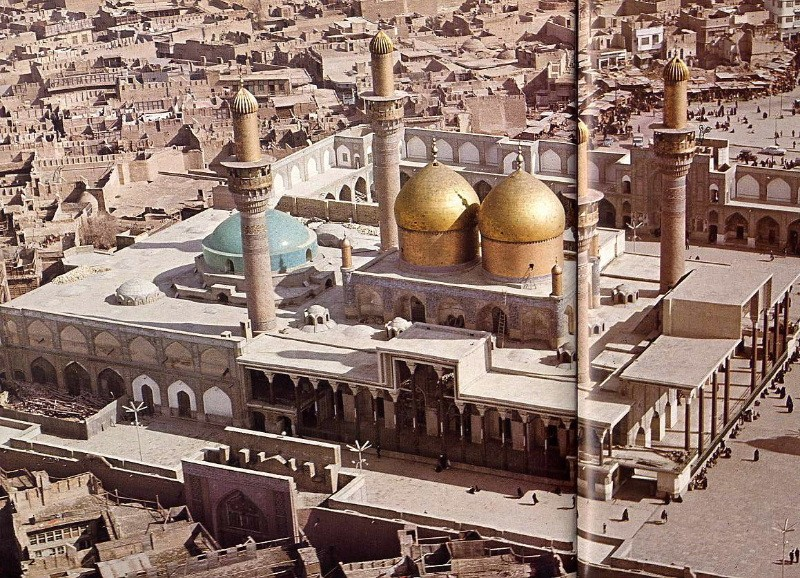
مشهد الحضرة الكاظمية في بغداد

الدين في العراق (أواخر 2010)
الدين الرئيسي في العراق هو دين الإسلام الذي يشكل الأغلبية العظمى ويعتنقه نحو 99% من سكان العراق، ونحو 1% من السكان موزعة ما بين الأديان المسيحية و‌اليهودية وأديان وطوائف أخرى.

## الأديان

### الإسلام
يعتبر العراق ذا غالبية مسلمة ورسميًا يشكل المسلمون 99% من السكان.
وينقسم معظم المسلمون في العراق إلى طائفتين رئيسيتين هما طائفة الشيعة الاثني عشرية وطائفة أهل السنة والجماعة، ويشكلان نسبة متقاربة في تعدادهما، وفي احد الاحصائيات تبلغ نسبة المسلمون الشيعة 52% من سكان العراق بينما تبلغ نسبة المسلمون السنة 42% من السكان حسب تقرير قامت به مؤسستان هما ABC وPew Research Center. وتوجد مصادر اخرى تؤكد ان اهل السنة العرب والكرد في العراق %58 والشيعة 39%  والديانات الاخرى 3% ويبقى هذا الموضوع محل جدل لانه لا توجد احصائية رسمية لكلا الطائفتين وكل طائفة تدعي انها الغالبية , ويحتوي العراق حاليا على الكثير من المساجد والأضرحة والمراقد الدينية ومنها:
- العتبة العلوية
- مسجد الكوفة
- جامع النبي يونس
- جامع الإمام الأعظم
- العتبة الكاظمية
- الحضرة القادرية
- جامع الحاج بنية
- جامع الحيدرخانة
- جامع الخلاني
- جامع الرمادي الكبير
- جامع أم الطبول
- جامع جليل الخياط

### البهائية
البهائيون من الأقليات الدينية الصغرى في العراق فهم ينحدرون من أديان مختلفة وخلفيات وأعراق متنوعة وينتشرون في مختلف مدن وقرى العراق من الشمال حتى الجنوب. وبسبب غياب الاعتراف الرسمي بهم وبمؤسساتهم، لا يوجد إحصاء دقيق لعدد البهائيين في العراق ومناطقهم، إلا أن عدددهم يقدر بعدة آلاف تنتشر في المناطق المختلفة للبلاد. آخر الأرقام تشير في منتصف القرن الماضي إلى 5000 بهائي فيما قد لا تقل أعداد البهائيين في بغداد، عن 500 فرد في 2018.

تحول البهائيون في العراق من طائفة معترف بها قانونيًا في حقبة الحكم الملكي الهاشمي، إلى جماعة منبوذة إبان حكم البعثي، ثم إلى ما يشبه بطائفة سرية بعد 2003.

والعراق بالنسبة للديانة البهائية، هو مكان يحظى بقدسية عالية، لأن نبي الديانة، أعلن نبوته من بغداد، وعاش فيها تسع سنين، قبل أن يُنفى إلى إسطنبول، وكان العراق مركزا للديانة البهائية مدة 10 سنوات من 1853 إلى 1863، وهي المدة التي قضاها بهاء الله منفيا في البلاد. تخليدا لذكرى إعلان دعوته في بغداد، يحتفل البهائيون في مختلف أنحاء العالم بعيد الرضوان مدة 12 يوما، من 21 أبريل إلى 2 مايو، وهي المدة التي قضاها بهاء الله في حديقة الرضوان ببغداد قبل نفيه إلى إسطنبول. يعود تأسيس أول محفل محلي روحاني بهائي في العراق إلى سنة 1919 وفي العراق بعض أهم المراكز المقدسة لدى الديانة البهائية، ففي العاصمة بغداد، يوجد البيت الذي سكنه مؤسس الدين بهاء الله خلال فترة نفيه في العراق. وهناك أيضا حديقة الرضوان (نجيب باشا حالياً)، وهي المكان الذي أعلن فيه البهاء دعوته العلنية. لم يعد للبيت أو الحديقة وجود في الوقت الحالي.

### المسيحية

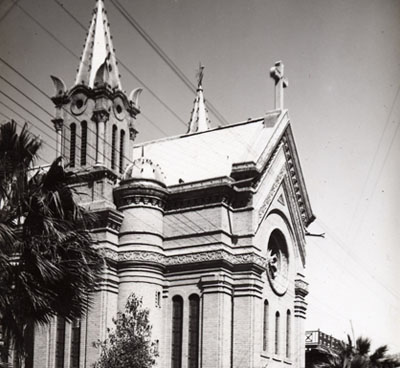
كنسية مريم العذراء وتقع في منطقة السنك في بغداد

يعيش ويتواجد معظم المسيحيين في محافظات شمال العراق، وخصوصا محافظتي نينوى ودهوك. ولكن لا توجد إحصاءات رسمية لذلك إلا أنه يعتقد أن نسبتهم تصل إلى 2% من سكان العراق. وينقسم المسيحيون العراقيون إلى عدة طوائف تتبع الكنائس التالية:
- الكنيسة الكلدانية الكاثوليكية
- كنيسة المشرق الآشورية وكنيسة المشرق القديمة
- الكنيسة السريانية الأرثوذكسية
- الكنيسة السريانية الكاثوليكية
- الكنيسة الإنجيلية

لقد احتفظت الديانة المسيحية في العراق وعلى خلاف سائر الدول العربية بطابعها الأصلي، فظلت مسيحية سريانية ولم تتعرب بنسب كبيرة كما حصل في بلاد الشام ومصر، وإن كان معظم أتباع هذه الكنائس يجيدون العربية حاليًا كلغة تخاطب للاستخدام اليومي لا سيّما في المدن الكبرى. حيث أن أكبر كنيسة في العراق هي الكنيسة الكلدانية الكاثوليكية ومقرها ببغداد تليها كنيسة المشرق الآشورية التي نقل مركزها من مدينة الموصل إلى شيكاغو بعد مجزرة سميل في عام 1933 بالإضافة إلى تواجد للكنيسة السريانية الأرثوذكسية والسريانية الكاثوليكية.
وهناك أقليات أخرى تتبع طوائف الروم الملكيين والأرمن والبروتستانت في العراق. أما بالنسبة للوضع الاجتماعي والسياسي، فللعراقيين المسيحيين قانون أحوال شخصية مدني خاص بهم، وتعتبر السريانية لغة رسمية في المناطق التي يشكلون فيها أغلبية سكانية في مناطق شمال العراق. ويوجد عدد من الأحزاب السياسية المسيحية، بينما يمثل المسيحيون العراقيون في البرلمان العراقي كل من الحركة الديمقراطية الآشورية بثلاثة مقاعد والمجلس الشعبي الكلداني السرياني الآشوري بمقعدين.

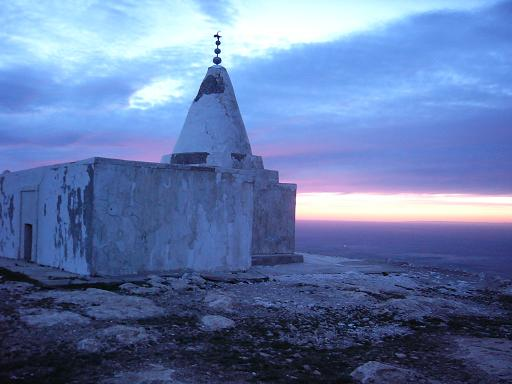
معبد يزيدي في سنجار

### اليهودية

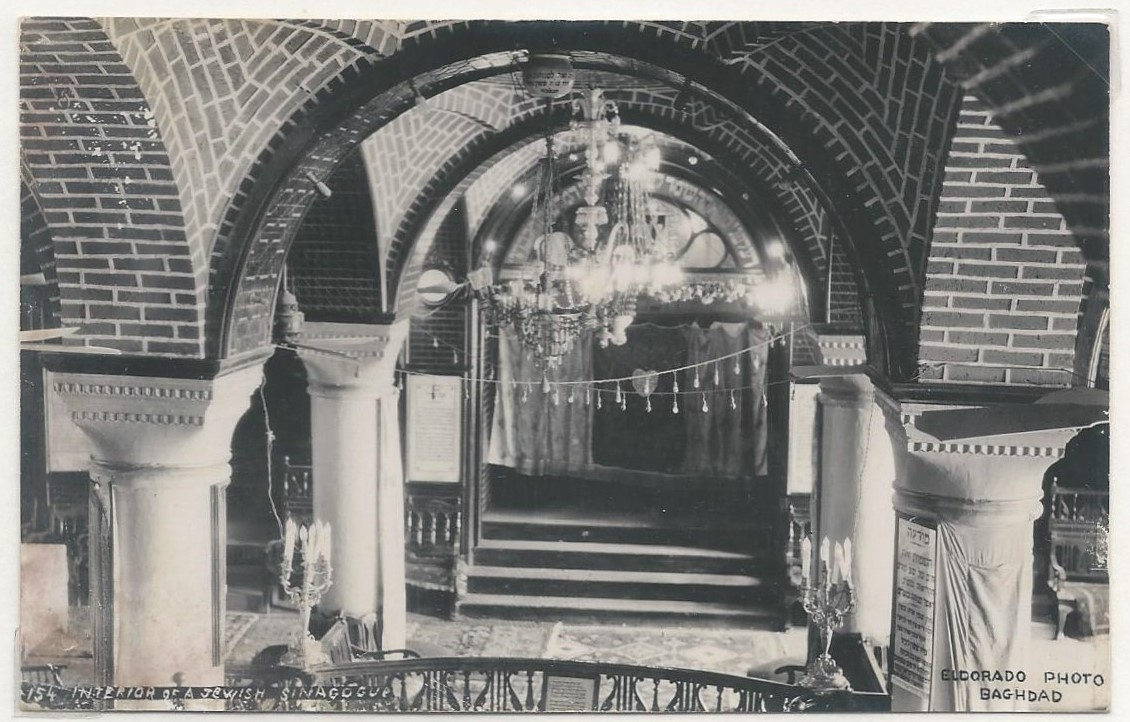
كنيس بغداد العظيم

ظهرت الديانة اليهودية لأول مرة في بلاد الرافدين قديما في ظل حكم الملك نبوخذ نصر الثاني البابلي من مدينة بابل. وكان اليهود هم جزء من سبي بابل.
ولقد كان اليهود يشكلون نسبة ليست قليلة من السكان قبل الهجرة ومغادرة العراق في العهد الملكي، حيث كانوا يشكلون 20% من سكان بغداد وكما كان يوجد لديهم تواجد في باقي المدن العراقية في الخمسينيات من القرن العشرين. أما الآن فعددهم أقل من 1% وهي نسبة قليلة جدا حيث تمثل الأشخاص الذين اختاروا البقاء بالعراق وأغلبهم من كبار السن وهم أيضا غير معلنين عن ديانتهم. وتشير بعض المواقع بأن اليهود بدؤوا يعودون إلى العراق بعد الغزو الأمريكي عام 2003 وبصورة مستثمرين أجانب.

### الإلحاد
هناك تقارير تذكر أن معتنقي الإلحاد واللادينية في العراق في ازدياد، وبدأ التوجه اللاديني بالتوسع بعد عام 2003 وتحديدا بعد عام 2014 بعد احتلال المجموعات متطرفة لمدن عراقية.

### اليزيدية

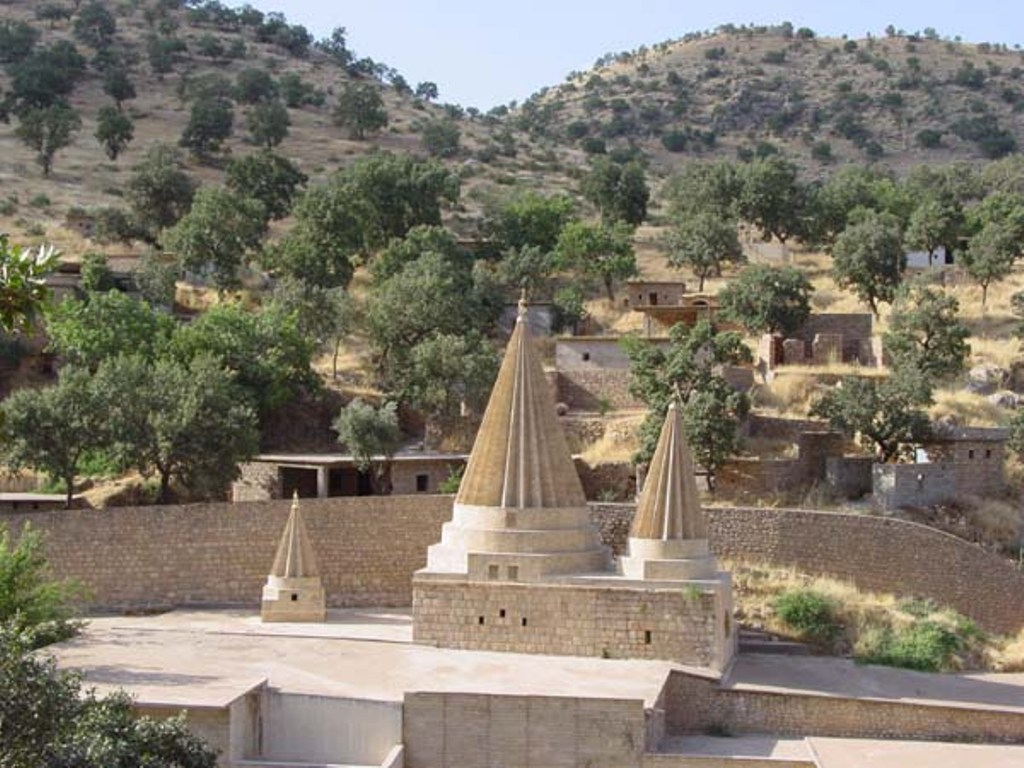
قبر عدي بن مسافر في لالش

يعتبر الإيزيديون أتباع ديانة في منطقة الشرق الأوسط ذات أصول قديمة، ويعيش أغلبهم قرب مدينة الموصل ومنطقة جبال سنجار في العراق، وتبلغ نسبتهم حوالي 1.8% من سكان العراق. ويعتقد الإيزيديون إنه هناك إله واحد هو الله وهو إله الخير ولا يوجد آلهة شر كما يعتقد الآخرون وإنما الشر يولد من تفكير البشر، الإيزيدون يعبدون الله الواحد الأحد.

### المندائية
حسب رأي ومعتقد الديانة المندائية فإنها تعتبر أحد الأديان الإبراهيمية وهي أصل جميع تلك الأديان التوحيدية السابقة وهي حسب رأيهم من أول الأديان القديمة، وأتباعها من الصابئة يتبعون انبياء الله آدم، شيث، ادريس، نوح، سام بن ونوح، يحيى بن زكريا وقد كانوا منتشرين في منطقة بلاد الرافدين وفلسطين، ولا يزال بعض من أتباعها موجودين في العراق كما أن هناك تواجد للصابئة في إقليم الأحواز في إيران إلى الآن ويطلق عليهم في اللهجة العراقية «الصبّة»، وكلمة الصابئة إنما مشتقة من الجذر (صبا) والذي يعني باللغة المندائية اصطبغ، بمعنى غط أو غطس في الماء والغطس في الماء هي من أهم شعائرهم الدينية وبذلك يكون معنى الصابئة أي المصطبغين بنور الحق والتوحيد والإيمان.